# 上月スポーツ賞
上月スポーツ賞（こうづきスポーツしょう）は、一般財団法人上月財団より、オリンピック競技大会・世界選手権大会等において、優秀な成績を収めた選手・指導者に贈られる賞。

## 概要
実業家の上月景正により設立された上月財団から支援を受けている選手・指導者を対象に、オリンピック競技大会・世界選手権大会等において、優秀な成績を収めた選手・指導者へ上月スポーツ賞を授与している。
上月スポーツ賞は2003年度より始められ、2024年度までの受賞者は、延べ360名を超える。
- 表彰金額 : 最高額500万円
- 選考方法 : 上月財団が設置する選考委員会により受賞者を選定

同賞のうち、オリンピック競技大会で金メダルを獲得した以下選手には、その栄誉を称え上月スポーツ大賞が贈られている。

## 上月スポーツ大賞 受賞者一覧
| 年次     | 年次                            | 競技名       | 受賞者名     | 所属                           | 成績                                                                                        |
| 2024年度 | パリ オリンピック               |              |              |                                |                                                                                             |
| -------- | ------------------------------- | ------------ | ------------ | ------------------------------ | ------------------------------------------------------------------------------------------- |
| 2024年度 | パリ オリンピック               | 体操         | 岡慎之助     | 星槎大学                       | 男子団体 金メダル 男子個人総合 金メダル 男子種目別 鉄棒 金メダル 男子種目別 平行棒 銅メダル |
| 2024年度 | パリ オリンピック               | 体操         | 杉野正尭     | 徳洲会体操クラブ               | 男子団体 金メダル                                                                           |
| 2024年度 | パリ オリンピック               | フェンシング | 飯村一輝     | 慶應義塾大学                   | 男子フルーレ団体 金メダル                                                                   |
| 2021年度 | 東京 オリンピック               |              |              |                                |                                                                                             |
| 2021年度 | 東京 オリンピック               | 水泳         | 大橋悠依     | イトマン東進                   | 女子200m個人メドレー 金メダル 女子400m個人メドレー 金メダル                                 |
| 2021年度 | 東京 オリンピック               | 柔道         | ウルフアロン | (学)了德寺大学                 | 男子100kg級 金メダル 混合団体 銀メダル                                                      |
| 2021年度 | 東京 オリンピック               | 卓球         | 伊藤美誠     | スターツ                       | 女子団体 銀メダル 女子シングルス 銅メダル 混合ダブルス 金メダル                             |
| 2021年度 | 東京 オリンピック               | フェンシング | 山田優       | 自衛隊体育学校                 | 男子エペ団体 金メダル                                                                       |
| 2021年度 | 北京 オリンピック               | スキー       | 小林陵侑     | 土屋ホームスキー部             | 男子ノーマルヒル個人 金メダル 男子ラージヒル個人 銀メダル                                   |
| 2021年度 | 北京 オリンピック               | スケート     | 髙木美帆     | 日本体育大学                   | 女子500m 銀メダル 女子1000m 金メダル 女子1500m 銀メダル 女子チームパシュート 銀メダル       |
| 2016年度 | リオ デ ジャネイロ オリンピック |              |              |                                |                                                                                             |
| 2016年度 | リオ デ ジャネイロ オリンピック | 水泳         | 金藤理絵     | ぎふ瑞穂スポーツガーデン       | 女子200m平泳ぎ 金メダル                                                                     |
| 2016年度 | リオ デ ジャネイロ オリンピック | 水泳         | 萩野公介     | 東洋大学                       | 男子400m個人メドレー 金メダル 男子200m個人メドレー 銀メダル 男子800mリレー 銅メダル         |
| 2016年度 | リオ デ ジャネイロ オリンピック | 体操         | 内村航平     | コナミスポーツクラブ体操競技部 | 男子団体 金メダル 男子個人総合 金メダル                                                     |
| 2016年度 | リオ デ ジャネイロ オリンピック | 体操         | 加藤凌平     | コナミスポーツクラブ体操競技部 | 男子団体 金メダル                                                                           |
| 2016年度 | リオ デ ジャネイロ オリンピック | 体操         | 白井健三     | 日本体育大学                   | 男子団体 金メダル 男子種目別 跳馬 銅メダル                                                  |
| 2016年度 | リオ デ ジャネイロ オリンピック | 体操         | 田中佑典     | コナミスポーツクラブ体操競技部 | 男子団体 金メダル                                                                           |
| 2016年度 | リオ デ ジャネイロ オリンピック | 体操         | 山室光史     | コナミスポーツクラブ体操競技部 | 男子団体 金メダル                                                                           |
| 2016年度 | リオ デ ジャネイロ オリンピック | 柔道         | 田知本遥     | ALSOK                          | 女子70kg級 金メダル                                                                         |
| 2014年度 | ソチ オリンピック               |              |              |                                |                                                                                             |
| 2014年度 | ソチ オリンピック               | スケート     | 羽生結弦     | ANA                            | フィギュアスケート 男子シングル 金メダル                                                    |
| 2012年度 | ロンドン オリンピック           |              |              |                                |                                                                                             |
| 2012年度 | ロンドン オリンピック           | 体操         | 内村航平     | コナミスポーツクラブ体操競技部 | 男子団体総合 銀メダル 男子個人総合 金メダル 男子種目別ゆか 銀メダル                         |

## 上月スポーツ賞 受賞者一覧
歴代受賞者は下記の通り。所属は受賞当時の所属名。★印は大賞。
| 年次     | 年次                            | 競技名                           | 受賞者名             | 所属                                                                          | 成績 |
| 2024年度 | パリ オリンピック               |                                  |                      |                                                                               | |
| -------- | ------------------------------- | -------------------------------- | -------------------- | ----------------------------------------------------------------------------- | --- |
| 2024年度 | パリ オリンピック               | 飛込                             | 玉井陸斗             | 須磨学園高等学校                                                              | 男子10m高飛込 銀メダル |
| 2024年度 | パリ オリンピック               | 競泳                             | 松下知之             | 東洋大学                                                                      | 男子400m個人メドレー 銀メダル |
| 2024年度 | パリ オリンピック               | 体操                             | ★岡慎之助            | 星槎大学                                                                      | 男子団体 金メダル 男子個人総合 金メダル 男子種目別 鉄棒 金メダル 男子種目別 平行棒 銅メダル                                                                                           |
| 2024年度 | パリ オリンピック               | 体操                             | ★杉野正尭            | 徳洲会体操クラブ                                                              | 男子団体 金メダル |
| 2024年度 | パリ オリンピック               | 柔道                             | ウルフアロン         | パーク24                                                                      | 混合団体 銀メダル |
| 2024年度 | パリ オリンピック               | 柔道                             | 斉藤立               | ジャパンエレベーターサービスホールディングス                                  | 混合団体 銀メダル |
| 2024年度 | パリ オリンピック               | 柔道                             | 村尾三四郎           | ジャパンエレベーターサービスホールディングス                                  | 男子90kg級 銀メダル 混合団体 銀メダル |
| 2024年度 | パリ オリンピック               | 卓球                             | 早田ひな             | 日本生命保険相互会社                                                          | 女子シングルス 銅メダル 女子団体 銀メダル |
| 2024年度 | パリ オリンピック               | 卓球                             | 張本美和             | 木下グループ                                                                  | 女子団体 銀メダル |
| 2024年度 | パリ オリンピック               | 卓球                             | 平野美宇             | 木下グループ                                                                  | 女子団体 銀メダル |
| 2024年度 | パリ オリンピック               | フェンシング                     | 東晟良               | 共同カイテック                                                                | 女子フルーレ団体 銅メダル |
| 2024年度 | パリ オリンピック               | フェンシング                     | ★飯村一輝            | 慶應義塾大学                                                                  | 男子フルーレ団体 金メダル |
| 2024年度 | パリ オリンピック               | フェンシング                     | 上野優佳             | エア・ウオーター                                                              | 女子フルーレ団体 銅メダル |
| 2024年度 | パリ オリンピック               | フェンシング                     | 山田優               | 山一商事                                                                      | 男子エペ団体 銀メダル |
| 2024年度 | パリ オリンピック               | スポーツクライミング             | 安楽宙斗             | JSOL                                                                          | 男子ボルダー＆リード 銀メダル |
| 2024年度 | パリ オリンピック 以外          |                                  |                      |                                                                               | |
| 2024年度 | 柔道                            | 新井万央                         | 日本体育大学         | 2024年アブダビ世界選手権大会 男女混合団体戦 金メダル                          | |
| 2024年度 | 柔道                            | 田中龍雅                         | 筑波大学             | 2024年アブダビ世界選手権大会 男女混合団体戦 金メダル                          | |
| 2024年度 | 柔道                            | 中野寛太                         | 旭化成               | 2024年アブダビ世界選手権大会 男女混合団体戦 金メダル                          | |
| 2024年度 | フィギュアスケート              | 坂本花織                         | シスメックス         | ISU 世界フィギュアスケート選手権大会 2024 女子シングル 金メダル               | |
| 2024年度 | フィギュアスケート              | 島田麻央                         | 木下グループ         | ISU 世界ジュニアフィギュアスケート選手権大会 2024 女子シングル 金メダル       | |
| 2024年度 | スピードスケート                | 髙木美帆                         | TOKIOインカラミ      | 2024 ISU 世界スピードスケート選手権大会 女子1000m 金メダル 女子1500m 金メダル | |
| 2024年度 | ゴルフ                          | 常住美結                         | 船橋市立中野木小学校 | IMGA世界ジュニアゴルフ選手権2024 7-8歳の部 女子 優勝                          | |
| 2023年度 | 2023年度                        | 競泳                             | 瀬戸大也             | CHARIS&Co.                                                                    | 世界水泳選手権2023福岡大会 男子400m個人メドレー 銅メダル |
| 2023年度 | 2023年度                        | 競泳                             | 本多灯               | イトマン東京／日本大学                                                        | 世界水泳選手権2023福岡大会 男子200mバタフライ 銅メダル |
| 2023年度 | 2023年度                        | 飛込                             | 板橋美波             | JSS宝塚／滋賀県スポーツ協会                                                   | 世界水泳選手権2023福岡大会 MIX 10mシンクロ高飛込 銅メダル |
| 2023年度 | 2023年度                        | アーティスティックスイミング     | 乾友紀子             | 運動器ケア しまだ病院／井村アーティスティックスイミングクラブ                 | 世界水泳選手権2023福岡大会 女子ソロテクニカルルーティン 金メダル 女子ソロフリールーティン 金メダル                                                                                    |
| 2023年度 | 2023年度                        | アーティスティックスイミング     | 比嘉もえ             | 四天王寺高等学校／井村アーティスティックスイミングクラブ                      | 世界水泳選手権2023福岡大会 デュエットテクニカルルーティン 金メダル デュエットフリールーティン 銅メダル                                                                                |
| 2023年度 | 2023年度                        | 体操                             | 神本雄也             | コナミスポーツ                                                                | 第51回世界体操競技選手権大会 男子団体 銀メダル |
| 2023年度 | 2023年度                        | トランポリン                     | 石川和               | ヒロセホールディングス                                                        | 第36回世界トランポリン競技選手権大会 男子個人 銅メダル |
| 2023年度 | 2023年度                        | 柔道                             | 太田彪雅             | 旭化成                                                                        | 2022年タシケント世界選手権大会 男女混合団体戦 金メダル |
| 2023年度 | 2023年度                        | 柔道                             | 斉藤立               | 国士舘大学                                                                    | 2022年タシケント世界選手権大会 男子100kg超級 銀メダル 2023年ドーハ世界選手権大会 男女混合団体戦 金メダル                                                                              |
| 2023年度 | 2023年度                        | 柔道                             | 堀川恵               | パーク24                                                                      | 2022年タシケント世界選手権大会 女子63kg級 金メダル |
| 2023年度 | 2023年度                        | 柔道                             | 村尾三四郎           | ジャパンエレベーターサービスホールディングス                                  | 2023年ドーハ世界選手権大会 男子90kg級 銅メダル 男女混合団体戦 金メダル |
| 2023年度 | 2023年度                        | スキー（ノルディック複合）       | 葛西春香             | 早稲田大学                                                                    | 2023 FISノルディックスキー世界選手権大会 女子個人ノーマルヒル 銅メダル |
| 2023年度 | 2023年度                        | スキー（スノーボード)            | 三木つばき           | キャタラー                                                                    | 2023 FISフリースタイル＆スノーボード世界選手権大会 女子パラレル大回転 金メダル |
| 2023年度 | 2023年度                        | スピードスケート                 | 髙木美帆             | 日本体育大学職                                                                | 2023 ISU世界スピードスケート選手権大会 女子1000m 銅メダル 女子1500m 銅メダル |
| 2023年度 | 2023年度                        | フィギュアスケート               | 坂本花織             | シスメックス                                                                  | ISU 世界フィギュアスケート選手権大会 2023 女子シングル 金メダル |
| 2023年度 | 2023年度                        | フィギュアスケート               | 島田麻央             | 木下アカデミー                                                                | ISU 世界ジュニアフィギュアスケート選手権大会2023 女子シングル 金メダル |
| 2023年度 | 2023年度                        | フィギュアスケート               | 三浦佳生             | オリエンタルバイオ／目黒日本大学高校                                          | ISU 世界ジュニアフィギュアスケート選手権大会2023 男子シングル 金メダル |
| 2023年度 | 2023年度                        | 卓球                             | 伊藤美誠             | スターツ                                                                      | 2022世界卓球選手権成都大会 団体戦 女子団体 銀メダル |
| 2023年度 | 2023年度                        | 卓球                             | 木原美悠             | 木下グループ                                                                  | 2022世界卓球選手権成都大会 団体戦 女子団体 銀メダル 2023世界卓球選手権ダーバン大会 個人戦 女子ダブルス 銅メダル                                                                       |
| 2023年度 | 2023年度                        | 卓球                             | 戸上隼輔             | 明治大学                                                                      | 2022世界卓球選手権成都大会 団体戦 男子団体 銅メダル |
| 2023年度 | 2023年度                        | 卓球                             | 早田ひな             | 日本生命                                                                      | 2022世界卓球選手権成都大会 団体戦 女子団体 銀メダル 2023世界卓球選手権ダーバン大会 個人戦 女子シングルス 銅メダル 混合ダブルス 銀メダル                                               |
| 2023年度 | 2023年度                        | 卓球                             | 張本智和             | 智和企画                                                                      | 2022世界卓球選手権成都大会 団体戦 男子団体 銅メダル 2023世界卓球選手権ダーバン大会 個人戦 混合ダブルス 銀メダル                                                                       |
| 2023年度 | 2023年度                        | バドミントン                     | 奈良岡功大           | FWDグループホールディングスリミテッド                                         | 第28回世界バドミントン選手権大会 男子シングルス 銀メダル |
| 2023年度 | 2023年度                        | フェンシング                     | 東晟良               | PEAKS                                                                         | フェンシング2023世界選手権大会 女子フルーレ団体 銅メダル |
| 2023年度 | 2023年度                        | フェンシング                     | 飯村一輝             | 慶應義塾大学                                                                  | フェンシング2023世界選手権大会 男子フルーレ団体 金メダル |
| 2023年度 | 2023年度                        | フェンシング                     | 上野優佳             | 中央大学                                                                      | フェンシング2023世界選手権大会 女子フルーレ団体 銅メダル |
| 2023年度 | 2023年度                        | ゴルフ                           | 中島啓太             | ―                                                                             | ASO飯塚チャレンジドゴルフトーナメント2023 優勝 |
| 2023年度 | 2023年度                        | ゴルフ                           | 蛭田みな美           | ユアサ商事                                                                    | 2023年 CAT Ladies 優勝 |
| 2023年度 | 2023年度                        | スポーツクライミング             | 森秋彩               | 茨城県山岳連盟                                                                | スポーツクライミング世界選手権2023 女子リード 金メダル 女子複合 銅メダル |
| 2023年度 | 2023年度                        | eスポーツ                        | 森翔真               | ―                                                                             | オリンピックeスポーツシリーズ2023 WBSC eBASEBALL パワフルプロ野球 優勝 |
| 2022年度 | 2022年度                        | 競泳                             | 瀬戸大也             | TEAM DAIYA                                                                    | 第19回世界選手権大会水泳競技大会（2022/ブダペスト） 男子200m個人メドレー 銅メダル |
| 2022年度 | 2022年度                        | 競泳                             | 花車優               | キッコーマン                                                                  | 第19回世界選手権大会水泳競技大会（2022/ブダペスト） 男子200m平泳ぎ 銀メダル |
| 2022年度 | 2022年度                        | 競泳                             | 本多灯               | アリーナつきみ野スポーツクラブ／日本大学                                      | 第19回世界選手権大会水泳競技大会（2022/ブダペスト） 男子200mバタフライ 銅メダル |
| 2022年度 | 2022年度                        | 飛込                             | 金戸凜               | セントラルスポーツ／日本大学                                                  | 第19回世界選手権大会水泳競技大会（2022/ブダペスト） 女子シンクロ3m飛板飛込 銀メダル                                                                                                   |
| 2022年度 | 2022年度                        | 飛込                             | 玉井陸斗             | JSS宝塚／須磨学園高等学校                                                     | 男子10m高飛込 銀メダル |
| 2022年度 | 2022年度                        | アーティスティックスイミング     | 乾友紀子             | 運動器ケア しまだ病院／井村アーティスティックスイミングクラブ                 | 第19回世界選手権大会水泳競技大会（2022/ブダペスト） ソロ テクニカルルーティン 金メダル ソロ フリールーティン 金メダル                                                                 |
| 2022年度 | 2022年度                        | スピードスケート                 | 髙木美帆             | 日本体育大学                                                                  | 2022 ISU世界スピードスケート選手権大会 女子オールラウンド総合 銀メダル |
| 2022年度 | 2022年度                        | フィギュアスケート               | 鍵山優真             | オリエンタルバイオ／星槎国際高校                                              | ISU 世界フィギュアスケート選手権大会2022 男子シングル 銀メダル |
| 2022年度 | 2022年度                        | フィギュアスケート               | 坂本花織             | シスメックス                                                                  | ISU 世界フィギュアスケート選手権大会2022 女子シングル 金メダル |
| 2022年度 | 2022年度                        | フィギュアスケート               | 壷井達也             | 神戸大学                                                                      | ISU 世界ジュニアフィギュアスケート選手権大会2022 男子シングル 銅メダル |
| 2022年度 | 2022年度                        | フェンシング                     | 山田優               | 山一商事                                                                      | フェンシング世界選手権2022 男子エペ団体 銅メダル |
| 2021年度 | 東京 オリンピック               | 競泳                             | ★大橋悠依            | イトマン東進                                                                  | 女子200m個人メドレー 金メダル 女子400m個人メドレー 金メダル |
| 2021年度 | 東京 オリンピック               | 競泳                             | 本多灯               | ATSC.YW                                                                       | 男子200mバタフライ 銀メダル |
| 2021年度 | 東京 オリンピック               | 体操                             | 北園丈琉             | 徳洲会体操クラブ/清風高校                                                     | 男子団体 銀メダル |
| 2021年度 | 東京 オリンピック               | 柔道                             | ★ウルフアロン        | 了德寺大学職                                                                  | 男子100kg級 金メダル 混合団体 銀メダル |
| 2021年度 | 東京 オリンピック               | 柔道                             | 渡名喜風南           | パーク24                                                                      | 女子48kg級 銀メダル |
| 2021年度 | 東京 オリンピック               | 卓球                             | 石川佳純             | 全農                                                                          | 女子団体 銀メダル |
| 2021年度 | 東京 オリンピック               | 卓球                             | ★伊藤美誠            | スターツ                                                                      | 女子団体 銀メダル 女子シングルス 銅メダル 混合ダブルス 金メダル |
| 2021年度 | 東京 オリンピック               | 卓球                             | 丹羽孝希             | スヴェンソンホールディングス                                                  | 男子団体 銅メダル |
| 2021年度 | 東京 オリンピック               | 卓球                             | 張本智和             | 木下グループ                                                                  | 男子団体 銅メダル |
| 2021年度 | 東京 オリンピック               | 卓球                             | 平野美宇             | 日本生命                                                                      | 女子団体 銀メダル |
| 2021年度 | 東京 オリンピック               | フェンシング                     | ★山田優              | 自衛隊体育学校                                                                | 男子エペ団体 金メダル |
| 2021年度 | 北京 オリンピック               | スキー（ジャンプ）               | ★小林陵侑            | 土屋ホームスキー部                                                            | 男子ノーマルヒル個人 金メダル 男子ラージヒル個人 銀メダル |
| 2021年度 | 北京 オリンピック               | スキー（ノルディック複合）       | 山本涼太             | 長野日野自動車SC                                                              | ラージヒル団体 銅メダル |
| 2021年度 | 北京 オリンピック               | スキー（ノルディック複合）       | 渡部善斗             | 北野建設SC                                                                    | ラージヒル団体 銅メダル |
| 2021年度 | 北京 オリンピック               | スキー（フリースタイル)          | 堀島行真             | トヨタ自動車スキー部                                                          | 男子モーグル 銅メダル |
| 2021年度 | 北京 オリンピック               | スキー（スノーボード)            | 冨田せな             | チームアルビレックス新潟                                                      | 女子ハーフパイプ 銅メダル |
| 2021年度 | 北京 オリンピック               | スピードスケート                 | ★髙木美帆            | 日本体育大学                                                                  | 女子500m 銀メダル 女子1000m 金メダル 女子1500m 銀メダル 女子チームパシュート 銀メダル                                                                                                 |
| 2021年度 | 北京 オリンピック               | フィギュアスケート               | 鍵山優真             | オリエンタルバイオ／星槎国際高校                                              | 男子シングル 銀メダル 団体 銅メダル |
| 2021年度 | 北京 オリンピック               | フィギュアスケート               | 坂本花織             | シスメックス                                                                  | 女子シングル 銅メダル 団体 銅メダル |
| 2021年度 | 北京 オリンピック               | フィギュアスケート               | 樋口新葉             | 明治大学／ノエビア                                                            | 団体 銅メダル |
| 2021年度 | オリンピック 以外               | 体操（トランポリン）             | 堺亮介               | バンダイナムコアミューズメント                                                | 第35回世界トランポリン競技選手権大会 男子団体 銀メダル |
| 2021年度 | オリンピック 以外               | 体操（トランポリン）             | 高木裕美             | 金沢学院大学クラブ                                                            | 第35回世界トランポリン競技選手権大会 女子団体 金メダル |
| 2021年度 | オリンピック 以外               | 柔道                             | 朝比奈沙羅           | ビッグツリー                                                                  | 2021世界柔道選手権ブダペスト大会 女子78kg超級 金メダル |
| 2021年度 | オリンピック 以外               | 柔道                             | 梅木真美             | ALSOK                                                                         | 2021世界柔道選手権ブダペスト大会 女子78kg級 銅メダル |
| 2021年度 | オリンピック 以外               | 柔道                             | 志々目愛             | 了德寺大学職                                                                  | 2021世界柔道選手権ブダペスト大会 女子52kg級 金メダル |
| 2021年度 | オリンピック 以外               | スキー（フリースタイル)          | 川村あんり           | 日本体育大学桜華高等学校                                                      | 2021 FISフリースタイル＆スノーボード ジュニア世界選手権大会 女子モーグル 金メダル |
| 2021年度 | オリンピック 以外               | スキー（スノーボード)            | 中川海秀             | 新日本スキー研究会                                                            | 2021 FISフリースタイル＆スノーボード ジュニア世界選手権大会 男子ハーフパイプ 金メダル                                                                                                 |
| 2021年度 | オリンピック 以外               | スキー（スノーボード)            | 三木つばき           | CATALER                                                                       | 2021 FISフリースタイル＆スノーボード ジュニア世界選手権大会 女子パラレル大回転 銀メダル パラレル回転混合団体 銀メダル                                                                 |
| 2021年度 | オリンピック 以外               | 卓球                             | 宇田幸矢             | 明治大学                                                                      | ITTF世界選手権ヒューストン大会 個人戦 男子ダブルス 銅メダル |
| 2021年度 | オリンピック 以外               | 卓球                             | 戸上隼輔             | 明治大学                                                                      | ITTF世界選手権ヒューストン大会 個人戦 男子ダブルス 銅メダル |
| 2021年度 | オリンピック 以外               | 卓球                             | 早田ひな             | 日本生命                                                                      | ITTF世界選手権ヒューストン大会 個人戦 女子ダブルス 銀メダル 個人戦 混合ダブルス 銀メダル                                                                                              |
| 2021年度 | オリンピック 以外               | ゴルフ                           | 梶谷翼               | たけべの森ゴルフ倶楽部                                                        | 第2回オーガスタナショナル女子アマチュア選手権 優勝 |
| 2019年度 | 2019年度                        | 水泳                             | 足立夢実             | 国士舘大学                                                                    | 第18回世界水泳選手権大会 ミックスデュエット テクニカルルーティン 銅メダル ミックスデュエット フリールーティン 銅メダル                                                                |
| 2019年度 | 2019年度                        | 水泳                             | 乾友紀子             | 芦屋大学                                                                      | 第18回世界水泳選手権大会 ソロ テクニカルルーティン 銅メダル ソロ フリールーティン 銅メダル                                                                                            |
| 2019年度 | 2019年度                        | 水泳                             | 大橋悠依             | イトマン東進                                                                  | 第18回世界水泳選手権大会 女子400m個人メドレー 銅メダル |
| 2019年度 | 2019年度                        | 水泳                             | 渡辺一平             | トヨタ自動車                                                                  | 第18回世界水泳選手権大会 男子200m平泳ぎ 銅メダル |
| 2019年度 | 2019年度                        | 体操                             | 田中佑典             | コナミスポーツ体操競技部                                                      | 第48回世界体操競技選手権大会 男子団体総合 銅メダル |
| 2019年度 | 2019年度                        | 柔道                             | 朝比奈沙羅           | パーク24                                                                      | 2018年バクー世界柔道選手権大会 女子78kg超級 金メダル 男女混合団体戦 金メダル 2019世界柔道選手権東京大会 女子78kg超級 銅メダル                                                         |
| 2019年度 | 2019年度                        | 柔道                             | ウルフ・アロン       | 了德寺大学職                                                                  | 2019世界柔道選手権東京大会 男子100kg級 銅メダル |
| 2019年度 | 2019年度                        | 柔道                             | 志々目愛             | 了德寺大学職                                                                  | 2018年バクー世界柔道選手権大会 女子52kg級 銀メダル 2019世界柔道選手権東京大会 女子52kg級 銅メダル                                                                                     |
| 2019年度 | 2019年度                        | 柔道                             | 渡名喜風南           | パーク24                                                                      | 2018年バクー世界柔道選手権大会 女子48kg級 銀メダル 2019世界柔道選手権東京大会 女子48kg級 銀メダル                                                                                     |
| 2019年度 | 2019年度                        | 柔道                             | 村尾三四郎           | 東海大学                                                                      | 2019世界柔道選手権東京大会 男女混合団体戦 金メダル |
| 2019年度 | 2019年度                        | スキー                           | 小林陵侑             | 土屋ホーム                                                                    | 日本男子初のワールドカップ ジャンプ男子個人 総合優勝 2019 FISノルディックスキー世界選手権大会 ジャンプ男子団体 銅メダル                                                               |
| 2019年度 | 2019年度                        | 卓球                             | 伊藤美誠             | スターツ                                                                      | 2019世界卓球選手権大会ブダペスト大会 個人戦 女子ダブルス 銀メダル |
| 2019年度 | 2019年度                        | 卓球                             | 早田ひな             | 日本生命                                                                      | 2019世界卓球選手権大会ブダペスト大会 個人戦 女子ダブルス 銀メダル |
| 2019年度 | 2019年度                        | 卓球                             | 吉村真晴             | 名古屋ダイハツ                                                                | 2019世界卓球選手権大会ブダペスト大会 個人戦 混合ダブルス 銀メダル |
| 2019年度 | 2019年度                        | バドミントン                     | 奈良岡功大           | 県立浪岡高等学校                                                              | 2018年世界ジュニアバドミントン選手権大会 男子シングルス 銀メダル |
| 2019年度 | 2019年度                        | ゴルフ                           | 安田祐香             | 大手前大学                                                                    | 2019アジア・パシフィック女子アマチュア選手権 優勝 |
| 2018年度 | 2018年度                        | 競泳                             | 青木智美             | あいおいニッセイ同和損害保険                                                  | 第13回パンパシフィック水泳選手権 女子400mメドレーリレー 銅メダル |
| 2018年度 | 2018年度                        | 競泳                             | 塩浦慎理             | イトマン東進                                                                  | 第13回パンパシフィック水泳選手権 男子400m自由形リレー 銅メダル |
| 2018年度 | 2018年度                        | 競泳                             | 清水咲子             | ミキハウス                                                                    | 第13回パンパシフィック水泳選手権 女子400m個人メドレー 銅メダル |
| 2018年度 | 2018年度                        | 競泳                             | 瀬戸大也             | 全日本空輸                                                                    | 第13回パンパシフィック水泳選手権 男子200mバタフライ 金メダル、 |
| 2018年度 | 2018年度                        | 競泳                             | 溝畑樹蘭             | コナミスポーツクラブ                                                          | 第13回パンパシフィック水泳選手権 男子400m自由形リレー 銅メダル |
| 2018年度 | 2018年度                        | 競泳                             | 持田早智             | 日本大学                                                                      | 第13回パンパシフィック水泳選手権 女子200mバタフライ 銀メダル |
| 2018年度 | 2018年度                        | 競泳                             | 金子雅紀             | イトマン東進                                                                  | FINA競泳ワールドカップ2017東京大会 男子200m背泳ぎ 金メダル |
| 2018年度 | 2018年度                        | 体操                             | 白井健三             | 日本体育大学                                                                  | 第47回世界体操競技選手権 男子個人総合 銅メダル 種目別 ゆか 金メダル 種目別 跳馬 金メダル                                                                                              |
| 2018年度 | 2018年度                        | 体操                             | 伊藤正樹             | 東栄住宅                                                                      | 第32回世界トランポリン競技選手権 男子団体 銅メダル |
| 2018年度 | 2018年度                        | 体操                             | 棟朝銀河             | セイコーホールディングス                                                      | 第32回世界トランポリン競技選手権 男子団体 銅メダル |
| 2018年度 | 2018年度                        | 体操                             | 岸彩乃               | 金沢学院大学                                                                  | 第32回世界トランポリン競技選手権 女子個人 銀メダル |
| 2018年度 | 2018年度                        | 柔道                             | 朝比奈沙羅           | 東海大学                                                                      | グランドスラム東京・2017 女子78kg超級 金メダル |
| 2018年度 | 2018年度                        | 柔道                             | 小川雄勢             | 明治大学                                                                      | グランドスラム東京・2017 男子100kg超級 金メダル |
| 2018年度 | 2018年度                        | 柔道                             | 志々目徹             | 了徳寺学園職員                                                                | グランドスラムパリ・2018 男子60kg級 金メダル |
| 2018年度 | 2018年度                        | スキー（フリースタイル）         | 原大智               | 日本大学                                                                      | 第23回オリンピック冬季競技大会 男子モーグル 銅メダル |
| 2018年度 | 2018年度                        | スケート                         | 髙木美帆             | 日本体育大学                                                                  | 第23回オリンピック冬季競技大会 女子団体パシュート 金メダル スピードスケート1500m 銀メダル スピードスケート1000m 銅メダル                                                              |
| 2018年度 | 2018年度                        | スケート                         | 羽生結弦             | 全日本空輸                                                                    | 第23回オリンピック冬季競技大会 フィギュアスケート 男子シングル 金メダル |
| 2018年度 | 2018年度                        | スケート                         | 宮原知子             | 関西大学                                                                      | 世界フィギュアスケート選手権 女子シングル 銅メダル |
| 2018年度 | 2018年度                        | 卓球                             | 石川佳純             | 全農                                                                          | 2018年世界卓球選手権 女子団体 銀メダル |
| 2018年度 | 2018年度                        | 卓球                             | 伊藤美誠             | スターツSC                                                                    | 2018年世界卓球選手権 女子団体 銀メダル |
| 2018年度 | 2018年度                        | 卓球                             | 早田ひな             | 日本生命                                                                      | 2018年世界卓球選手権 女子団体 銀メダル |
| 2018年度 | 2018年度                        | 卓球                             | 平野美宇             | 日本生命                                                                      | 2018年世界卓球選手権 女子団体 銀メダル |
| 2018年度 | 2018年度                        | バドミントン                     | 嘉村健士             | トナミ運輸                                                                    | 第24回世界バドミントン選手権大会 男子ダブルス 銀メダル |
| 2018年度 | 2018年度                        | フェンシング                     | 上野優佳             | 星槎国際高等学校                                                              | 2018年世界ジュニア・カデフェンシング選手権大会 ジュニア女子フルーレ個人戦 金メダル カデ女子フルーレ個人戦 金メダル                                                                    |
| 2017年度 | 2017年度                        | アーティスティックスイミング     | 乾友紀子             | 井村シンクロクラブ                                                            | 2017年世界水泳選手権 チームテクニカルルーティン 銅メダル フリーコンビネーション 銅メダル                                                                                              |
| 2017年度 | 2017年度                        | 競泳                             | 大橋悠依             | 東洋大学                                                                      | 2017年世界水泳選手権 女子200m個人メドレー 銀メダル |
| 2017年度 | 2017年度                        | 競泳                             | 古賀淳也             | 第一三共                                                                      | 2017年世界水泳選手権 男子50m背泳ぎ 銀メダル |
| 2017年度 | 2017年度                        | 競泳                             | 瀬戸大也             | 全日本空輸                                                                    | 2017年世界水泳選手権 男子200mバタフライ 銅メダル 男子400m個人メドレー 銅メダル |
| 2017年度 | 2017年度                        | 競泳                             | 渡辺一平             | 早稲田大学                                                                    | 2017年世界水泳選手権 男子200m平泳ぎ 銅メダル |
| 2017年度 | 2017年度                        | 体操                             | 加藤凌平             | コナミスポーツクラブ                                                          | 2016豊田国際体操競技大会 男子種目別 ゆか 銀メダル |
| 2017年度 | 2017年度                        | 体操                             | 神本雄也             | コナミスポーツクラブ                                                          | 2016豊田国際体操競技大会 男子種目別 つり輪 金メダル |
| 2017年度 | 2017年度                        | 体操                             | 田中佑典             | コナミスポーツクラブ                                                          | 2016豊田国際体操競技大会 男子種目別 鉄棒 銀メダル |
| 2017年度 | 2017年度                        | 体操                             | 山室光史             | コナミスポーツクラブ                                                          | 2016豊田国際体操競技大会 男子種目別 平行棒 金メダル |
| 2017年度 | 2017年度                        | 体操                             | 白井健三             | 日本体育大学                                                                  | 2016豊田国際体操競技大会 男子種目別 ゆか 金メダル 男子種目別 跳馬 金メダル |
| 2017年度 | 2017年度                        | 柔道                             | 朝比奈沙羅           | 東海大学                                                                      | 2017年世界柔道選手権大会 女子78kg超級 銀メダル 男女混合団体 金メダル |
| 2017年度 | 2017年度                        | 柔道                             | 飯田健太郎           | 国士舘大学                                                                    | 2017グランドスラム・パリ 男子100kg級 金メダル |
| 2017年度 | 2017年度                        | 柔道                             | 梅木真美             | 綜合警備保障                                                                  | 2017年世界柔道選手権大会 女子78kg級 銀メダル |
| 2017年度 | 2017年度                        | 柔道                             | ウルフ・アロン       | 東海大学                                                                      | 2017年世界柔道選手権大会 男子100kg級 金メダル |
| 2017年度 | 2017年度                        | 柔道                             | 王子谷剛志           | 旭化成                                                                        | 2017年世界柔道選手権大会 男女混合団体 金メダル |
| 2017年度 | 2017年度                        | 柔道                             | 志々目愛             | 了徳寺学園                                                                    | 2017年世界柔道選手権大会 女子52kg級 金メダル |
| 2017年度 | 2017年度                        | 柔道                             | 渡名喜風南           | 帝京大学                                                                      | 2017年世界柔道選手権大会 女子48kg級 金メダル |
| 2017年度 | 2017年度                        | スキー                           | 堀島行真             | 中京大学                                                                      | 2017年スノーボード＆フリースタイルスキー世界選手権大会 男子デュアルモーグル 金メダル                                                                                                  |
| 2017年度 | 2017年度                        | スキー                           | 渡部善斗             | 北野建設                                                                      | 2017年ノルディックスキー世界選手権 男子複合団体スプリント 銅メダル |
| 2017年度 | 2017年度                        | スケート                         | 坂本花織             | 神戸野田高等学校                                                              | 2017年世界ジュニアフィギュアスケート選手権 女子シングル 銅メダル |
| 2017年度 | 2017年度                        | スケート                         | 髙木美帆             | 日本体育大学職員                                                              | 2017年世界オールラウンドスピードスケート選手権大会 女子総合 銅メダル |
| 2017年度 | 2017年度                        | スケート                         | 宮原知子             | 関西大学                                                                      | 2016/2017 ISUグランプリファイナル 女子シングル 銀メダル |
| 2017年度 | 2017年度                        | スケート                         | 吉永一貴             | 名古屋経済大学市邨高等学校                                                    | 2017年世界ジュニアショートトラックスピードスケート選手権 男子総合 銅メダル |
| 2017年度 | 2017年度                        | 陸上                             | 飯塚翔太             | ミズノ                                                                        | 2017年世界陸上競技選手権大会 男子400mリレー 銅メダル |
| 2017年度 | 2017年度                        | 卓球                             | 石川佳純             | 全農                                                                          | 2017年世界卓球選手権 混合ダブルス 金メダル |
| 2017年度 | 2017年度                        | 卓球                             | 伊藤美誠             | スターツSC                                                                    | 2017年世界卓球選手権 女子ダブルス 銅メダル |
| 2017年度 | 2017年度                        | 卓球                             | 加藤美優             | 日本ペイント                                                                  | 2016年世界ジュニア卓球選手権 女子団体 金メダル |
| 2017年度 | 2017年度                        | 卓球                             | 丹羽孝希             | スヴェンソン                                                                  | 2017年世界卓球選手権 男子ダブルス 銅メダル |
| 2017年度 | 2017年度                        | 卓球                             | 早田ひな             | 希望が丘高等学校                                                              | 2017年世界卓球選手権 女子ダブルス 銅メダル |
| 2017年度 | 2017年度                        | 卓球                             | 張本智和             | JOCエリートアカデミー                                                         | 2016年世界ジュニア卓球選手権 男子団体 金メダル 男子シングルス 金メダル |
| 2017年度 | 2017年度                        | 卓球                             | 平野美宇             | JOCエリートアカデミー                                                         | 2017年世界卓球選手権 女子シングルス 銅メダル |
| 2017年度 | 2017年度                        | 卓球                             | 森薗政崇             | 明治大学                                                                      | 2017年世界卓球選手権 男子ダブルス 銀メダル |
| 2017年度 | 2017年度                        | 卓球                             | 吉村真晴             | 名古屋ダイハツ                                                                | 2017年世界卓球選手権 混合ダブルス 金メダル 男子ダブルス 銅メダル |
| 2017年度 | 2017年度                        | バドミントン                     | 嘉村健士             | トナミ運輸                                                                    | 2017年世界バドミントン選手権大会 男子ダブルス 銅メダル |
| 2016年度 | リオ デ ジャネイロ オリンピック |                                  |                      |                                                                               | |
| 2016年度 | リオ デ ジャネイロ オリンピック | アーティスティックスイミング     | 乾友紀子             | 芦屋大学                                                                      | デュエット 銅メダル チーム 銅メダル |
| 2016年度 | リオ デ ジャネイロ オリンピック | 競泳                             | ★金藤理絵            | ぎふ瑞穂スポーツガーデン                                                      | 女子200m平泳ぎ 金メダル |
| 2016年度 | リオ デ ジャネイロ オリンピック | 競泳                             | 瀬戸大也             | 早稲田大学                                                                    | 男子400m個人メドレー 銅メダル |
| 2016年度 | リオ デ ジャネイロ オリンピック | 競泳                             | ★萩野公介            | 東洋大学                                                                      | 男子400m個人メドレー 金メダル 男子200m個人メドレー 銀メダル 男子800mリレー 銅メダル                                                                                                   |
| 2016年度 | リオ デ ジャネイロ オリンピック | 体操                             | ★内村航平            | コナミスポーツクラブ                                                          | 男子団体 金メダル 男子個人総合 金メダル |
| 2016年度 | リオ デ ジャネイロ オリンピック | 体操                             | ★加藤凌平            | コナミスポーツクラブ                                                          | 男子団体 金メダル |
| 2016年度 | リオ デ ジャネイロ オリンピック | 体操                             | ★田中佑典            | コナミスポーツクラブ                                                          | 男子団体 金メダル |
| 2016年度 | リオ デ ジャネイロ オリンピック | 体操                             | ★山室光史            | コナミスポーツクラブ                                                          | 男子団体 金メダル |
| 2016年度 | リオ デ ジャネイロ オリンピック | 体操                             | ★白井健三            | 日本体育大学                                                                  | 男子団体 金メダル 男子種目別跳馬 銅メダル |
| 2016年度 | リオ デ ジャネイロ オリンピック | 体操                             | 加藤裕之             | コナミスポーツクラブ                                                          | 男子コーチ |
| 2016年度 | リオ デ ジャネイロ オリンピック | 体操                             | 森泉貴博             | コナミスポーツクラブ                                                          | 男子コーチ |
| 2016年度 | リオ デ ジャネイロ オリンピック | 柔道                             | ★田知本遥            | ALSOK                                                                         | 女子70kg級 金メダル |
| 2016年度 | リオ デ ジャネイロ オリンピック | 柔道                             | 中村美里             | 三井住友海上火災保険                                                          | 女子52kg級 銅メダル |
| 2016年度 | リオ デ ジャネイロ オリンピック | 柔道                             | 羽賀龍之介           | 旭化成                                                                        | 男子100kg級 銅メダル |
| 2016年度 | リオ デ ジャネイロ オリンピック | 陸上競技                         | 飯塚翔太             | ミズノ                                                                        | 男子400mリレー 銀メダル |
| 2016年度 | リオ デ ジャネイロ オリンピック | 陸上競技                         | 山縣亮太             | SEIKO                                                                         | 男子400mリレー 銀メダル |
| 2016年度 | リオ デ ジャネイロ オリンピック | 卓球                             | 石川佳純             | 全農                                                                          | 女子団体 銅メダル |
| 2016年度 | リオ デ ジャネイロ オリンピック | 卓球                             | 伊藤美誠             | 昇陽高等学校                                                                  | 女子団体 銅メダル |
| 2016年度 | リオ デ ジャネイロ オリンピック | 卓球                             | 丹羽孝希             | 明治大学                                                                      | 男子団体 銀メダル |
| 2016年度 | リオ デ ジャネイロ オリンピック | 卓球                             | 吉村真晴             | 名古屋ダイハツ                                                                | 男子団体 銀メダル |
| 2016年度 | リオ オリンピック 以外          | スピードスケート                 | 髙木美帆             | 日本体育大学                                                                  | 2016世界距離別スピードスケート選手権大会 女子団体追い抜き 銀メダル |
| 2016年度 | リオ オリンピック 以外          | フィギュアスケート               | 宮原知子             | 関西大学                                                                      | 2016年四大陸選手権大会 女子シングル 金メダル |
| 2015年度 | 2015年度                        | 体操                             | 内村航平             | コナミスポーツクラブ                                                          | 第45回世界体操競技選手権 男子団体総合 銀メダル 男子個人総合 金メダル 男子種目別 鉄棒 銀メダル                                                                                         |
| 2015年度 | 2015年度                        | 体操                             | 加藤凌平             | 順天堂大学                                                                    | 第45回世界体操競技選手権 男子団体総合 銀メダル 男子種目別 平行棒 銅メダル |
| 2015年度 | 2015年度                        | 体操                             | 白井健三             | 日本体育大学                                                                  | 第45回世界体操競技選手権 男子団体総合 銀メダル 男子種目別 ゆか 銀メダル |
| 2015年度 | 2015年度                        | 体操                             | 田中佑典             | コナミスポーツクラブ                                                          | 第45回世界体操競技選手権 男子団体総合 銀メダル 男子個人総合 銅メダル |
| 2015年度 | 2015年度                        | 体操                             | 野々村笙吾           | 順天堂大学                                                                    | 第45回世界体操競技選手権 男子団体総合 銀メダル |
| 2015年度 | 2015年度                        | 水泳                             | 乾友紀子             | 井村シンクロクラブ                                                            | 第16回世界水泳選手権 デュエット テクニカルルーティン 銅メダル |
| 2015年度 | 2015年度                        | 水泳                             | 瀬戸大也             | 早稲田大学                                                                    | 第16回世界水泳選手権 男子400m個人メドレー 金メダル |
| 2015年度 | 2015年度                        | 水泳                             | 渡部香生子           | 早稲田大学                                                                    | 第16回世界水泳選手権 女子200m平泳ぎ 金メダル |
| 2015年度 | 2015年度                        | 水泳                             | 萩野公介             | 東洋大学                                                                      | 第12回パンパシフィック水泳選手権 男子200mm個人メドレー 金メダル 男子400m個人メドレー 金メダル                                                                                         |
| 2015年度 | 2015年度                        | 柔道                             | 梅木真美             | 環太平洋大学                                                                  | 2015年世界柔道選手権大会 女子78kg級 金メダル |
| 2015年度 | 2015年度                        | 柔道                             | 中村美里             | 三井住友海上火災保険                                                          | 2015年世界柔道選手権大会 女子52kg級 金メダル |
| 2015年度 | 2015年度                        | 柔道                             | 羽賀龍之介           | 旭化成                                                                        | 2015年世界柔道選手権大会 男子100kg級 金メダル |
| 2015年度 | 2015年度                        | 柔道                             | 志々目徹             | 了徳寺大学職員                                                                | 2015年世界柔道選手権大会 男子60kg級 銅メダル |
| 2015年度 | 2015年度                        | フィギュアスケート               | 宮原知子             | 関西大学高等部                                                                | 世界フィギュアスケート選手権2015 女子シングル 銀メダル |
| 2015年度 | 2015年度                        | フィギュアスケート               | 本郷理華             | 中京大学                                                                      | ISUグランプリシリーズロステレコム杯 女子シングル 金メダル |
| 2015年度 | 2015年度                        | スピードスケート                 | 髙木美帆             | 日本体育大学                                                                  | 世界距離別スピードスケート選手権大会 女子団体パシュート 金メダル |
| 2015年度 | 2015年度                        | 陸上競技                         | 鈴木雄介             | 富士通                                                                        | 全日本競歩能美大会 男子20km競歩 金メダル |
| 2015年度 | 2015年度                        | 卓球                             | 石川佳純             | 全農                                                                          | ITTFワールドツアー・グランドファイナル 女子シングルス 金メダル |
| 2015年度 | 2015年度                        | 卓球                             | 吉村真晴             | 愛知工業大学                                                                  | 世界卓球選手権蘇州大会 個人戦 混合ダブルス 銀メダル |
| 2015年度 | 2015年度                        | 卓球                             | 丹羽孝希             | 明治大学                                                                      | 世界卓球選手権蘇州大会 個人戦 男子ダブルス 銅メダル |
| 2015年度 | 2015年度                        | 卓球                             | 伊藤美誠             | スターツSC                                                                    | ITTFワールドツアー・グランドファイナル 女子ダブルス 金メダル |
| 2015年度 | 2015年度                        | 卓球                             | 平野美宇             | JOCエリートアカデミー                                                         | ITTFワールドツアー・グランドファイナル 女子ダブルス 金メダル |
| 2014年度 | 2014年度                        | 体操                             | 内村航平             | コナミスポーツクラブ                                                          | 世界体操競技選手権 男子個人総合 金メダル 男子種目別 平行棒 金メダル 男子種目別 ゆか 銅メダル 男子種目別 鉄棒 銅メダル 2014体操ワールドカップ・東京大会 男子個人総合 金メダル          |
| 2014年度 | 2014年度                        | 体操                             | 加藤凌平             | 順天堂大学                                                                    | 世界体操競技選手権 男子個人総合 銀メダル 2014体操ワールドカップ・東京大会 男子個人総合 銅メダル                                                                                       |
| 2014年度 | 2014年度                        | 体操                             | 白井健三             | 神奈川県立岸根高等学校                                                        | 世界体操競技選手権 種目別 ゆか 金メダル |
| 2014年度 | 2014年度                        | 体操（トランポリン）             | 上山容弘             | モンパルテ                                                                    | 世界トランポリン選手権大会 男子シクロナイズド 金メダル |
| 2014年度 | 2014年度                        | 体操（トランポリン）             | 山口学               | アパホテル                                                                    | 世界トランポリン選手権大会 男子シクロナイズド 金メダル |
| 2014年度 | 2014年度                        | スキー（ノルディック複合）       | 加藤大平             | サッポロノルディックスキークラブ                                              | ノルディック複合・ワールドカップ 団体 銅メダル |
| 2014年度 | 2014年度                        | スキー（ノルディック複合）       | 渡部善斗             | 北野建設                                                                      | ノルディック複合・ワールドカップ 団体 銅メダル |
| 2014年度 | 2014年度                        | スキー（フリースタイル）         | 星野純子             | チームリステル                                                                | フリースタイルスキー・ワールドカップ モーグル 銅メダル |
| 2014年度 | 2014年度                        | フィギュアスケート               | 髙橋大輔             | 関西大学                                                                      | ISUグランプリシリーズNHK杯 男子シングル 金メダル |
| 2014年度 | 2014年度                        | フィギュアスケート               | ★羽生結弦            | ANA                                                                           | ソチオリンピック 男子シングル 金メダル ISU世界フィギュアスケート選手権大会2014 男子シングル 金メダル ISUグランプリファイナル 国際フィギュアスケート競技大会2013 男子シングル 金メダル |
| 2014年度 | 2014年度                        | フィギュアスケート               | 無良崇人             | HIROTA                                                                        | 四大陸フィギュアスケート選手権 男子シングル 金メダル |
| 2014年度 | 2014年度                        | フィギュアスケート               | 村上佳菜子           | 中京大学                                                                      | 四大陸フィギュアスケート選手権 女子シングル 金メダル |
| 2014年度 | 2014年度                        | スピードスケート                 | 加藤条治             | 日本電産サンキョー                                                            | ISUスピードスケート・ワールドカップ ソルトレイクシティー大会 男子500m 金メダル |
| 2014年度 | 2014年度                        | スピードスケート                 | 長島圭一郎           | 日本電産サンキョー                                                            | ISUスピードスケート・ワールドカップ アスタナ大会 男子500m 金メダル |
| 2014年度 | 2014年度                        | バレーボール                     | 石井優希             | 久光製薬スプリングス                                                          | ワールドグランドチャンピオンズカップ 銅メダル |
| 2014年度 | 2014年度                        | 卓球                             | 石川佳純             | 全農                                                                          | 世界卓球選手権団体戦 女子団体 銀メダル |
| 2014年度 | 2014年度                        | 卓球                             | 丹羽孝希             | 明治大学                                                                      | 世界卓球選手権 団体戦男子団体 銅メダル |
| 2014年度 | 2014年度                        | 卓球                             | 伊藤美誠             | 昇陽中学校                                                                    | ITTFワールドツアー2014・スーパーシリーズ ドイツオープン 女子ダブルス 金メダル |
| 2014年度 | 2014年度                        | 卓球                             | 平野美宇             | JOCエリートアカデミー                                                         | ITTFワールドツアー2014・スーパーシリーズ ドイツオープン 女子ダブルス 金メダル |
| 2014年度 | 2014年度                        | 卓球                             | 前田美優             | 希望が丘高等学校                                                              | ITTFワールドツアー2014・チャレンジシリーズ チリオープン 女子シングルス 金メダル |
| 2014年度 | 2014年度                        | バドミントン                     | 嘉村健士             | トナミ運輸                                                                    | トマス杯 男子団体 金メダル |
| 2014年度 | 2014年度                        | フェンシング                     | 山田優               | 日本大学                                                                      | 世界ジュニア・カデ選手権 男子エペ 金メダル |
| 2013年度 | 2013年度                        | 競泳                             | 瀬戸大也             | JSS毛呂山                                                                     | 世界水泳選手権 男子400m個人メドレー 金メダル |
| 2013年度 | 2013年度                        | 競泳                             | 萩野公介             | 東洋大学                                                                      | 世界水泳選手権 男子400m自由形 銀メダル 男子200m個人メドレー 銀メダル |
| 2013年度 | 2013年度                        | 競泳                             | 藤井拓郎             | コナミスポーツクラブ                                                          | 世界水泳選手権 男子400mメドレーリレー 銅メダル |
| 2013年度 | 2013年度                        | 競泳                             | 寺川綾               | ミズノ                                                                        | 世界水泳選手権 女子50m背泳ぎ 銅メダル 女子100m背泳ぎ 銅メダル |
| 2013年度 | 2013年度                        | 競泳                             | 山口観弘             | 東洋大学                                                                      | ぎふ清流国体 男子200m平泳ぎ 金メダル（世界新） |
| 2013年度 | 2013年度                        | 体操                             | 内村航平             | コナミスポーツクラブ                                                          | 全日本体操競技選手権大会 個人総合 金メダル（6連覇） |
| 2013年度 | 2013年度                        | 柔道                             | 田知本遥             | ALSOK                                                                         | 世界柔道選手権大会 女子団体戦 金メダル |
| 2013年度 | 2013年度                        | 柔道                             | 山本杏               | 国士舘大学                                                                    | 世界柔道選手権大会 女子団体戦 金メダル |
| 2013年度 | 2013年度                        | 柔道                             | 福岡政章             | ALSOK                                                                         | 世界柔道選手権大会 男子66kg級 銅メダル |
| 2013年度 | 2013年度                        | スピードスケート                 | 加藤条治             | 日本電産サンキョー                                                            | 世界距離別スピードスケート選手権大会 男子500m 銀メダル |
| 2013年度 | 2013年度                        | ショートトラックスピードスケート | 桜井美馬             | 東海東京証券                                                                  | 世界ショートトラックスピードスケート選手権大会 女子3000mリレー 銅メダル |
| 2013年度 | 2013年度                        | フィギュアスケート               | 髙橋大輔             | 関西大学                                                                      | ISUグランプリファイナル 男子シングル 金メダル |
| 2013年度 | 2013年度                        | フィギュアスケート               | 羽生結弦             | 早稲田大学                                                                    | ISUグランプリファイナル 男子シングル 銀メダル |
| 2013年度 | 2013年度                        | ゴルフ                           | 比嘉真美子           |                                                                               | ヤマハレディースオープン葛城 優勝 |
| 2013年度 | 2013年度                        | ゴルフ                           | 松山英樹             | 東北福祉大学                                                                  | つるやオープンゴルフトーナメント 優勝 |
| 2012年度 | ロンドン オリンピック           | 競泳                             | 立石諒               | 慶應義塾大学                                                                  | 男子200m平泳ぎ 銅メダル |
| 2012年度 | ロンドン オリンピック           | 競泳                             | 松田丈志             | コスモス薬品                                                                  | 男子200mバタフライ 銅メダル 男子400mメドレーリレー 銀メダル |
| 2012年度 | ロンドン オリンピック           | 競泳                             | 萩野公介             | 作新学院高等学校                                                              | 400m個人メドレー 銅メダル |
| 2012年度 | ロンドン オリンピック           | 競泳                             | 藤井拓郎             | コナミスポーツクラブ                                                          | 400mメドレーリレー 銀メダル |
| 2012年度 | ロンドン オリンピック           | 競泳                             | 寺川綾               | ミズノ                                                                        | 女子100m背泳ぎ 銅メダル 女子400mメドレーリレー 銅メダル |
| 2012年度 | ロンドン オリンピック           | 競泳                             | 上田春佳             | キッコーマン                                                                  | 400mメドレーリレー 銅メダル |
| 2012年度 | ロンドン オリンピック           | 体操                             | ★内村航平            | コナミスポーツクラブ                                                          | 男子団体総合 銀メダル 男子個人総合 金メダル 男子種目別 ゆか 銀メダル |
| 2012年度 | ロンドン オリンピック           | 体操                             | 田中佑典             | コナミスポーツクラブ                                                          | 男子団体総合 銀メダル |
| 2012年度 | ロンドン オリンピック           | 体操                             | 山室光史             | コナミスポーツクラブ                                                          | 男子団体総合 銀メダル |
| 2012年度 | ロンドン オリンピック           | 体操                             | 加藤凌平             | 順天堂大学                                                                    | 男子団体総合 銀メダル |
| 2012年度 | ロンドン オリンピック           | 体操                             | 田中和仁             | 徳洲会                                                                        | 男子団体総合 銀メダル |
| 2012年度 | ロンドン オリンピック           | 柔道                             | 上野順恵             | 三井住友海上火災保険                                                          | 女子63kg級 銅メダル |
| 2012年度 | ロンドン オリンピック           | 柔道                             | 西山将士             | 新日本製鐵                                                                    | 男子90kg級 銅メダル |
| 2012年度 | ロンドン オリンピック           | 柔道                             | 平岡拓晃             | 了徳寺学園                                                                    | 男子60kg級 銀メダル |
| 2012年度 | ロンドン オリンピック           | バレーボール                     | 狩野舞子             | ベシクタシュ                                                                  | 女子 銅メダル |
| 2012年度 | ロンドン オリンピック           | バレーボール                     | 佐野優子             | イトゥサチ・バクー                                                            | 女子 銅メダル |
| 2012年度 | ロンドン オリンピック           | 卓球                             | 石川佳純             | 全農                                                                          | 女子団体 銀メダル |
| 2012年度 | ロンドン オリンピック           | フェンシング                     | 三宅諒               | 慶應義塾大学                                                                  | 男子フルーレ団体 銀メダル |
| 2012年度 | ロンドン オリンピック 以外      | フィギュアスケート               | 髙橋大輔             | 関西大学                                                                      | 世界フィギュアスケート選手権 男子シングル 銀メダル |
| 2012年度 | ロンドン オリンピック 以外      | フィギュアスケート               | 羽生結弦             | 東北高等学校                                                                  | 世界フィギュアスケート選手権 男子シングル 銅メダル |
| 2012年度 | ロンドン オリンピック 以外      | 卓球                             | 丹羽孝希             | 青森山田高等学校                                                              | 世界ジュニア卓球選手権 男子シングルス 金メダル |
| 2012年度 | ロンドン オリンピック 以外      | ゴルフ                           | 比嘉真美子           | 沖縄県立本部高等学校                                                          | 日本女子アマチュアゴルフ選手権競技 優勝 |
| 2012年度 | ロンドン オリンピック 以外      | ゴルフ                           | 松山英樹             | 東北福祉大学                                                                  | 三井住友VISA太平洋マスターズ 優勝 |
| 2011年度 | 2011年度                        | 競泳                             | 寺川綾               | ミズノ                                                                        | 世界水泳選手権 女子50m背泳ぎ 銀メダル |
| 2011年度 | 2011年度                        | 競泳                             | 松田丈志             | コスモス薬品                                                                  | 世界水泳選手権 男子200mバタフライ 銀メダル |
| 2011年度 | 2011年度                        | 体操                             | 植松鉱治             | コナミスポーツクラブ                                                          | 世界体操競技選手権 男子団体総合 銀メダル |
| 2011年度 | 2011年度                        | 体操                             | 内村航平             | コナミスポーツクラブ                                                          | 世界体操競技選手権 男子団体総合 銀メダル |
| 2011年度 | 2011年度                        | 体操                             | 小林研也             | コナミスポーツクラブ                                                          | 世界体操競技選手権 男子団体総合 銀メダル |
| 2011年度 | 2011年度                        | 体操                             | 中島立貴             | コナミスポーツクラブ                                                          | 世界体操競技選手権 男子団体総合 銀メダル |
| 2011年度 | 2011年度                        | 体操                             | 山室光史             | コナミスポーツクラブ                                                          | 世界体操競技選手権 男子団体総合 銀メダル |
| 2011年度 | 2011年度                        | 体操                             | 田中和仁             | 徳洲会                                                                        | 世界体操競技選手権 男子団体総合 銀メダル |
| 2011年度 | 2011年度                        | 柔道                             | 中村美里             | 三井住友海上火災保険                                                          | 世界柔道選手権大会 女子52kg級 金メダル |
| 2011年度 | 2011年度                        | スピードスケート                 | 加藤条治             | 日本電産サンキョー                                                            | 世界距離別スピードスケート選手権大会 男子500m 銀メダル |
| 2011年度 | 2011年度                        | 陸上競技                         | 福島千里             | 北海道ハイテクノロジー専門学校                                                | アジア競技大会 女子100m 女子200m 金メダル |
| 2010年度 | バンクーバー オリンピック       | スピードスケート                 | 長島圭一郎           | 日本電産サンキョー                                                            | 男子500m 銀メダル |
| 2010年度 | バンクーバー オリンピック       | スピードスケート                 | 加藤条治             | 日本電産サンキョー                                                            | 男子500m 銅メダル |
| 2010年度 | バンクーバー オリンピック       | スピードスケート                 | 吉井小百合           | 日本電産サンキョー                                                            | 女子500m 5位 |
| 2010年度 | バンクーバー オリンピック       | スピードスケート                 | 土井槙悟             | 関西病院                                                                      | 団体追い抜き 8位 |
| 2010年度 | バンクーバー オリンピック       | フィギュアスケート               | 髙橋大輔             | 関西大学大学院                                                                | 男子シングル 銅メダル |
| 2010年度 | バンクーバー オリンピック       | フィギュアスケート               | 織田信成             | 関西大学                                                                      | 男子シングル 7位 |
| 2010年度 | バンクーバー オリンピック       | スキー（ジャンプ）               | 加藤大平             | 北海道建設会館                                                                | ラージヒル団体 6位 |
| 2010年度 | バンクーバー オリンピック       | スキー（ジャンプ）               | 小林範仁             | 東京美装興業                                                                  | ラージヒル団体 6位 |
| 2010年度 | バンクーバー オリンピック 以外  | フィギュアスケート               | 羽生結弦             | 東北高等学校                                                                  | 世界ジュニアフィギュアスケート選手権 男子シングル 金メダル |
| 2010年度 | バンクーバー オリンピック 以外  | 体操                             | 田中和仁             | 徳洲会                                                                        | 世界体操競技選手権 種目別 平行棒 銅メダル |
| 2010年度 | バンクーバー オリンピック 以外  | 体操                             | 青山人士             | コナミスポーツクラブ                                                          | 全日本体操競技団体・種目別選手権 団体総合 金メダル |
| 2010年度 | バンクーバー オリンピック 以外  | 体操                             | 上田和也             | コナミスポーツクラブ                                                          | 全日本体操競技団体・種目別選手権 団体総合 金メダル |
| 2010年度 | バンクーバー オリンピック 以外  | 体操                             | 植松鉱治             | コナミスポーツクラブ                                                          | 全日本体操競技団体・種目別選手権 団体総合 金メダル |
| 2010年度 | バンクーバー オリンピック 以外  | 体操                             | 沖口誠               | コナミスポーツクラブ                                                          | 全日本体操競技団体・種目別選手権 団体総合 金メダル |
| 2010年度 | バンクーバー オリンピック 以外  | 体操                             | 小林研也             | コナミスポーツクラブ                                                          | 全日本体操競技団体・種目別選手権 団体総合 金メダル |
| 2010年度 | バンクーバー オリンピック 以外  | 体操                             | 関口栄一             | コナミスポーツクラブ                                                          | 全日本体操競技団体・種目別選手権 団体総合 金メダル |
| 2010年度 | バンクーバー オリンピック 以外  | 体操                             | 馬場亮輔             | コナミスポーツクラブ                                                          | 全日本体操競技団体・種目別選手権 団体総合 金メダル |
| 2010年度 | バンクーバー オリンピック 以外  | 体操                             | 佐藤寿治             | コナミスポーツクラブ                                                          | 全日本体操競技団体・種目別選手権 団体総合 金メダル |
| 2010年度 | バンクーバー オリンピック 以外  | 体操（トランポリン）             | 上山容弘             | 大阪体育大学大学院                                                            | 世界トランポリン選手権 男子個人 銅メダル |
| 2010年度 | バンクーバー オリンピック 以外  | 柔道                             | 穴井隆将             | 天理大学                                                                      | 世界柔道選手権大会 男子100kg級 金メダル |
| 2010年度 | バンクーバー オリンピック 以外  | 柔道                             | 秋本啓之             | 了徳寺学園                                                                    | 世界柔道選手権大会 男子73kg級 金メダル |
| 2010年度 | バンクーバー オリンピック 以外  | 柔道                             | 上野順恵             | 三井住友海上火災保険                                                          | 世界柔道選手権大会 女子63kg級 金メダル |
| 2010年度 | バンクーバー オリンピック 以外  | 陸上競技                         | 飯塚翔太             | 中央大学                                                                      | 世界ジュニア陸上競技選手権大会 男子200m 金メダル |
| 2010年度 | バンクーバー オリンピック 以外  | 卓球                             | 石川佳純             | 四天王寺高等学校                                                              | 世界卓球選手権 女子団体 銅メダル |
| 2009年度 | 2009年度                        | 競泳                             | 古賀淳也             | 早稲田大学                                                                    | 世界水泳選手権 男子100m背泳ぎ 金メダル |
| 2009年度 | 2009年度                        | 競泳                             | 松田丈志             | 中京大学大学院                                                                | 世界水泳選手権 男子200mバタフライ 銅メダル |
| 2009年度 | 2009年度                        | 柔道                             | 穴井隆将             | 天理大学                                                                      | 世界柔道選手権大会 男子100kg級 銅メダル |
| 2009年度 | 2009年度                        | 柔道                             | 平岡拓晃             | 了徳寺学園                                                                    | 世界柔道選手権大会 男子60kg級 銀メダル |
| 2009年度 | 2009年度                        | 柔道                             | 上野順恵             | 三井住友海上火災保険                                                          | 世界柔道選手権大会 女子63kg級 金メダル |
| 2009年度 | 2009年度                        | 柔道                             | 中村美里             | 三井住友海上火災保険                                                          | 世界柔道選手権大会 女子52kg級 金メダル |
| 2009年度 | 2009年度                        | 柔道                             | 福見友子             | 筑波大学大学院                                                                | 世界柔道選手権大会 女子48kg級 金メダル |
| 2009年度 | 2009年度                        | 柔道                             | 渡邉美奈             | コマツ                                                                        | 世界柔道選手権大会 女子70kg級 銅メダル |
| 2009年度 | 2009年度                        | スキー（ノルディック複合）       | 加藤大平             | サッポロノルディックスキークラブ                                              | ノルディックスキー世界選手権 団体 金メダル |
| 2009年度 | 2009年度                        | スキー（ノルディック複合）       | 小林範仁             | 東京美装興業                                                                  | ノルディックスキー世界選手権 団体 金メダル |
| 2009年度 | 2009年度                        | スキー（ノルディック複合）       | 湊祐介               | 東京美装興業                                                                  | ノルディックスキー世界選手権 団体 金メダル |
| 2009年度 | 2009年度                        | スピードスケート                 | 長島圭一郎           | 日本電産サンキョー                                                            | 世界スプリントスピードスケート選手権大会 男子総合（500m・1000m） 銀メダル |
| 2008年度 | 北京オリンピック                | 競泳                             | 松田丈志             | 中京大学大学院                                                                | 男子200mバタフライ 銅メダル |
| 2008年度 | 北京オリンピック                | 競泳                             | 佐藤久佳             | 日本大学                                                                      | 男子400mメドレーリレー 銅メダル |
| 2008年度 | 北京オリンピック                | 競泳                             | 藤井拓郎             | コナミスポーツクラブ                                                          | 男子400mメドレーリレー 銅メダル |
| 2008年度 | 北京オリンピック                | 競泳                             | 宮下純一             | ホリプロダクション                                                            | 男子400mメドレーリレー 銅メダル |
| 2008年度 | 北京オリンピック                | 体操                             | 沖口誠               | コナミスポーツクラブ                                                          | 男子団体総合 銀メダル |
| 2008年度 | 北京オリンピック                | 体操                             | 坂本功貴             | 順天堂大学                                                                    | 男子団体総合 銀メダル |
| 2008年度 | 北京オリンピック                | 体操                             | 中瀬卓也             | 徳洲会                                                                        | 男子団体総合 銀メダル |
| 2008年度 | 北京オリンピック                | 柔道                             | 塚田真希             | 綜合警備保障                                                                  | 女子78kg超級 銀メダル |
| 2008年度 | 北京オリンピック                | 柔道                             | 中村美里             | 三井住友海上火災保険                                                          | 女子52kg級 銅メダル |
| 2008年度 | 北京オリンピック                | 陸上競技                         | 髙平慎士             | 富士通                                                                        | 男子400mリレー 銅メダル |
| 2008年度 | 北京オリンピック                | 陸上競技                         | 塚原直貴             | 富士通                                                                        | 男子400mリレー 銅メダル |
| 2007年度 | 第1回                           | 競泳                             | 細川大輔             | グンゼ                                                                        | 世界水泳選手権 男子400mメドレーリレー 銀メダル |
| 2007年度 | 第1回                           | 競泳                             | 山本貴司             | 近畿大学                                                                      | 世界水泳選手権 男子400mメドレーリレー 銀メダル |
| 2007年度 | 第1回                           | アーティスティックスイミング     | 小西貴子             | 立命館大学                                                                    | 世界水泳選手権大会フリーコンビネーション 銀メダル |
| 2007年度 | 第1回                           | フィギュアスケート               | 髙橋大輔             | 関西大学                                                                      | 世界フィギュアスケート選手権 男子シングル 銀メダル |
| 2007年度 | 第2回                           | 競泳                             | 高安亮               | コナミスポーツクラブ                                                          | 世界競泳 男子400mメドレーリレー 金メダル |
| 2007年度 | 第2回                           | 体操                             | 沖口誠               | 日本体育大学                                                                  | 世界体操競技選手権 男子団体 銀メダル |
| 2007年度 | 第2回                           | 体操                             | 桑原俊               | 徳洲会                                                                        | 世界体操競技選手権 男子団体 銀メダル |
| 2007年度 | 第2回                           | 体操                             | 中瀬卓也             | 徳洲会                                                                        | 世界体操競技選手権 男子団体 銀メダル |
| 2007年度 | 第2回                           | 体操                             | 水鳥寿思             | 徳洲会                                                                        | 世界体操競技選手権 男子団体 銀メダル |
| 2007年度 | 第2回                           | 体操（トランポリン）             | 長崎峻侑             | 国士舘大学                                                                    | 世界トランポリン選手権 男子団体 銀メダル |
| 2007年度 | 第2回                           | 柔道                             | 塚田真希             | 綜合警備保障                                                                  | 世界柔道選手権大会 女子無差別級 金メダル |
| 2007年度 | 第2回                           | 柔道                             | 上野順恵             | 三井住友海上火災保険                                                          | 嘉納治五郎杯東京国際柔道大会 女子63kg級 金メダル |
| 2007年度 | 第2回                           | 柔道                             | 中村美里             | 渋谷教育学園渋谷高等学校                                                      | 嘉納治五郎杯東京国際柔道大会 女子52kg級 金メダル |
| 2007年度 | 第2回                           | 柔道                             | 平岡拓晃             | 了徳寺学園                                                                    | 嘉納治五郎杯東京国際柔道大会 男子60kg級 金メダル |
| 2007年度 | 第2回                           | フィギュアスケート               | 髙橋大輔             | 関西大学                                                                      | 四大陸フィギュアスケート選手権 男子シングル 金メダル |
| 2006年度 | 2006年度                        | 飛込                             | 浅田梨紗             | 川西市立清和台中学校                                                          | 世界ジュニア飛込選手権 3m飛び板飛込 金メダル |
| 2006年度 | 2006年度                        | アーティスティックスイミング     | 小西貴子             | 立命館大学                                                                    | FINAシンクロワールドカップ 団体 銀メダル |
| 2006年度 | 2006年度                        | 競泳                             | 矢野友理江           | 太成学院大学高等学校                                                          | アジア競技大会 200mバタフライ 金メダル 800m自由形 金メダル |
| 2006年度 | 2006年度                        | 体操                             | 関口栄一             | コナミスポーツクラブ                                                          | 世界体操競技選手権 男子団体 銅メダル |
| 2006年度 | 2006年度                        | 体操                             | 中瀬卓也             | 徳洲会                                                                        | 世界体操競技選手権 男子団体 銅メダル |
| 2006年度 | 2006年度                        | 体操                             | 森赳人               | 日本体育大学                                                                  | 世界体操競技選手権 男子団体 銅メダル |
| 2006年度 | 2006年度                        | 柔道                             | 渡邉美奈             | コマツ                                                                        | 福岡国際女子柔道選手権大会 70kg級 金メダル |
| 2006年度 | 2006年度                        | フィギュアスケート               | 織田信成             | 関西大学                                                                      | ISUグランプリシリーズ第1戦 男子シングル 金メダル |
| 2006年度 | 2006年度                        | フィギュアスケート               | 髙橋大輔             | 関西大学                                                                      | ISUグランプリシリーズ第6戦 男子シングル 金メダル |
| 2006年度 | 2006年度                        | 陸上競技                         | 髙平慎士             | 順天堂大学                                                                    | ワールドカップ陸上 男子400mリレー 銅メダル |
| 2006年度 | 2006年度                        | 陸上競技                         | 塚原直貴             | 東海大学                                                                      | ワールドカップ陸上 男子400mリレー 銅メダル |
| 2005年度 | 2005年度                        | 競泳                             | 細川大輔             | グンゼ                                                                        | 2005年世界水泳選手権 メドレーリレー 銅メダル |
| 2005年度 | 2005年度                        | 体操                             | 水鳥寿思             | 徳洲会                                                                        | 世界体操競技選手権 個人総合 銀メダル |
| 2005年度 | 2005年度                        | 柔道                             | 小野卓志             | 了徳寺学園                                                                    | 世界柔道選手権大会 81kg級 銅メダル |
| 2005年度 | 2005年度                        | 柔道                             | 高井洋平             | 旭化成                                                                        | 世界柔道選手権大会 無差別級 銅メダル |
| 2005年度 | 2005年度                        | フィギュアスケート               | 中野友加里           | 早稲田大学                                                                    | NHK杯国際フィギュアスケート競技大会 金メダル |
| 2004年度 | 2004年度                        | 柔道                             | 塚田真希             | 綜合警備保障                                                                  | アテネオリンピック 78kg超級 金メダル |
| 2003年度 | 2003年度                        | 競泳                             | 山田沙知子           | コナミスポーツ                                                                | ワールドカップ 優勝（800m）・世界新記録 |